# Bourton-on-the-Hill
Bourton-on-the-Hill är en civil parish i Storbritannien.   Den ligger i grevskapet Gloucestershire och riksdelen England, i den södra delen av landet, 120 km väster om huvudstaden London. Antalet invånare är 391.